# 30775 Lattu
30775 Lattu è un asteroide areosecante. Scoperto nel 1987, presenta un'orbita caratterizzata da un semiasse maggiore pari a 2,7773543 UA e da un'eccentricità di 0,4669535, inclinata di 14,33849° rispetto all'eclittica.